# Ulrike Andresen

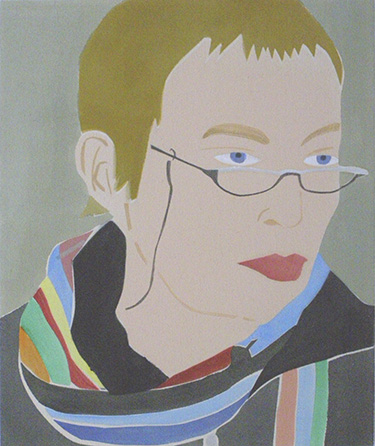
26.06.05, Lehrerin, Serie: Selbstporträts; Acryl und Öl auf Lw.; 60x50 cm; Nachlass

Ulrike Andresen (* 24. April 1949 in Iserlohn; † 23. August 2006 in Heide, Holstein) war eine deutsche Malerin und Grafikerin.

## Werdegang
Ulrike Andresen schrieb sich nach dem Abitur 1968 an der Fachhochschule Kiel im Fachbereich Gestaltung ein. Nach dem Abschluss des Studiums war sie zunächst von 1974 bis 1975 an der Christian-Albrechts-Universität in Kiel als Grafikerin am Lehrstuhl für Ur- und Frühgeschichte tätig. Von 1975 bis 1980 fand sie als Kunsterzieherin Anstellung am Gymnasium Stormarnschule in Ahrensburg. Mit einem Studium an der Hochschule für Bildende Künste Hamburg bei Kai Sudeck vertiefte Andresen 1977 bis 1983 ihre Kenntnisse im Bereich der Freien Künste. 1983 heiratete Andresen den Künstler KD Arlt. Ein DAAD-Stipendium ermöglichte ihr einen einjährigen Aufenthalt in Frankreich 1983–1984. Nach einem Referendariat 1984–1985 in Hamburg arbeitete sie von 1985 bis 2000 als Kunsterzieherin am Nordsee-Gymnasium Büsum, unterbrach ihre Lehrtätigkeit 2000/2001 für ein Sabbatical, um von 2001 bis 2006 am Nordsee-Gymnasium in Büsum und am Kurt-Tucholsky-Gymnasium in Hamburg zu unterrichten.

## Werke
Malerei, Graphik, Skulptur – Ulrike Andresens Œuvre beinhaltet alle Gattungen der bildenden Kunst. In der Malerei entwickelt sie aus einem anfänglich expressiven Duktus eine stark abstrahierende Schablonentechnik. Die stets figürlichen Bildinhalte werden in der Addition von monochromen Farbfeldern beschrieben. Die Arbeiten auf und mit Papier bilden einen großen Werkkomplex. Andresen hat ihre Themen mit den verschiedensten Techniken immer wieder neu aufgenommen und bearbeitet. Zeichnung, Aquarelle, verschiedene Drucktechniken, Schablonierungen, Scherenschnitt, Collage – die Gestaltungstechnik ist bei den grafischen Arbeiten häufig ein essentieller Bedeutungsträger. Auch in der Bildhauerei sucht Andresen nach eigenen Ausdrucksmitteln. Die NDR-Dokumentation „Ulrike Andresen – im Zentrum der Gefühle“ vermittelt einige Aspekte ihrer unkonventionellen Herangehensweise. Das Kunstmuseum Bayreuth bewahrt ein größeres Konvolut von Papierarbeiten.

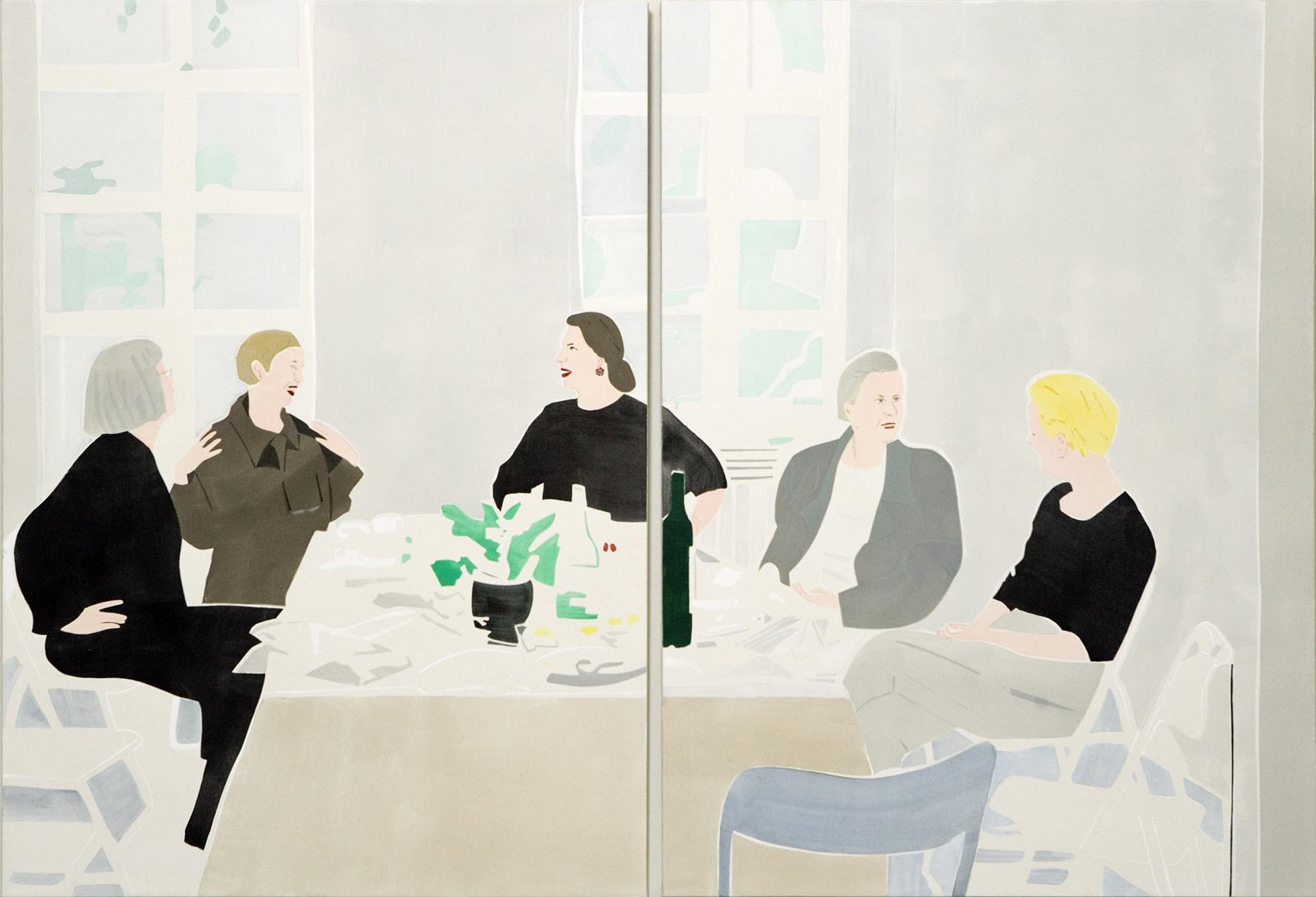
28.06.05, o. T. (Damenrunde bei Silke R.); Acryl und Öl auf Lw.; 2x140x100 cm; Kunstsammlung der Stadtgalerie Kiel
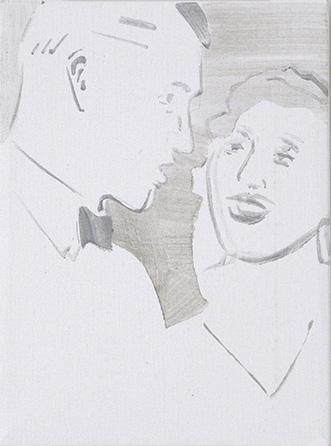
18.06.05, Brautpaar, Serie: Aus dem Familienalbum; Acryl auf Lw.; 24x18 cm; Nachlass
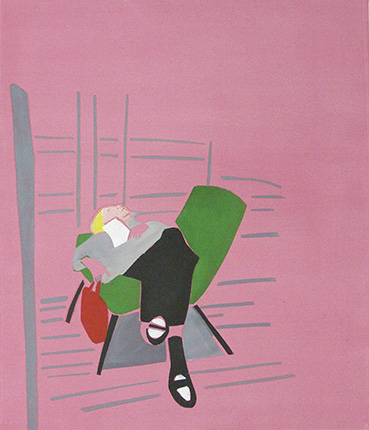
23.06.05, Sitzprobe, Serie: Berlinreise; Acryl und Öl auf Lw.; 70x60 cm; Nachlass
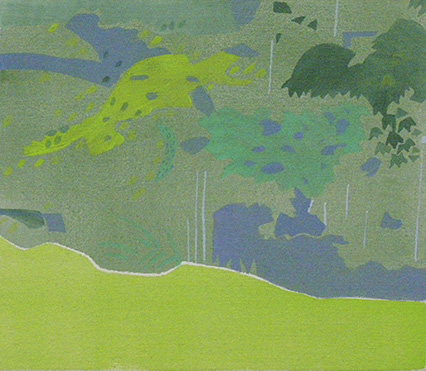
2005/2006, ohne Titel, Serie: Kleine Paradiese; Acryl und Öl auf Lw.; 26x30 cm; Nachlass
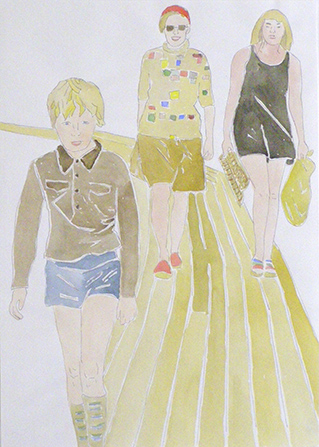
12.99, „Sylt“; Aquarell und Bleistift auf Ingrespapier; 61x43 cm; Nachlass
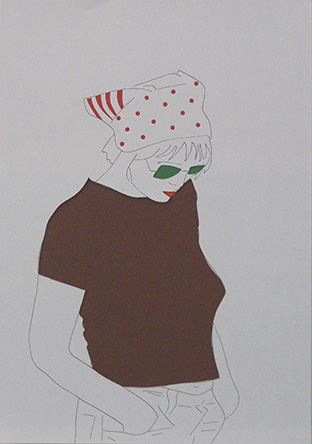
unsigniert/undatiert; Federzeichnung auf geschnittenem Papier, mit farbigem Papier hinterklebt; 61x43 cm; Nachlass
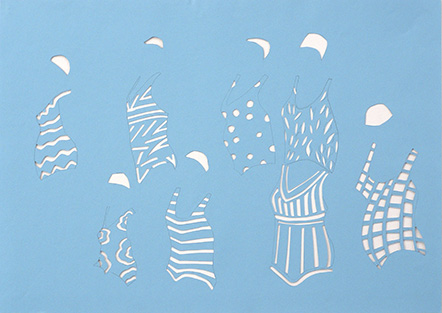
undatiert/unsigniert; Papierschnitt auf farbigem Papier; 49,7x70,1 cm; Privatbesitz Silke Radenhausen
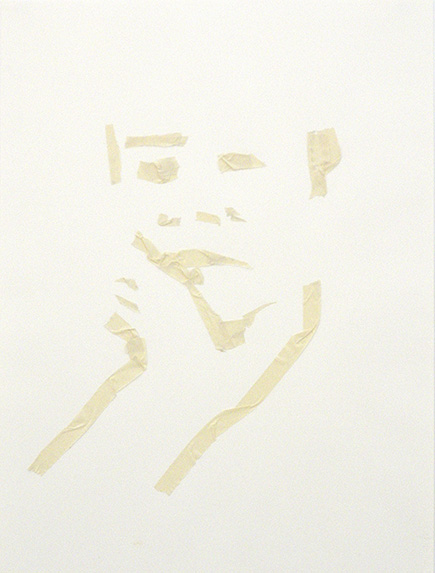
92, U. Andresen, „Kopf (Porträt)“; Tesakrepp auf Papier; 50,9x45,1 cm; Nachlass

## Ausstellungen (Auswahl)
- 2013 Forever young, Kunstmuseum Bayreuth
- 2010 Andresen + Andresen (mit Volker Andresen) Take | Maracke & Partner, Kiel
- 2009 Me, Matisse and I, Stadtgalerie im Elbeforum Brunsbüttel
- 2008 Ulrike Andresen privat – Malerei zwischen Individualität und Stereotypie, Stadtgalerie im Elbeforum Brunsbüttel und Kulturring e. V., Galerie Stücker, Brunsbüttel
- 2007 Werke der deutschen Künstler aus Schleswig-Holstein, Kunstmuseum Shenzhen, China
- 2006 Ausblicke – 25 Positionen aus Schleswig-Holstein, Bayer Erholungsheim, Leverkusen
- 2005 Linolschnitt heute, Stadtmuseum Borken
- 1993 Zwischen den Deichen, mit KD Arlt, Andreas Böhm, Sönke Dwenger, Ingo Kühl, Kerstin Roolfs, Claus Vahle und Klaus Wiethoff, Büsum Hafenkoog

## Bibliographie (Auswahl)
- KD Arlt, Michael Herold: Ulrike Andresen – Grafische Arbeiten. mit Beiträgen von Marina von Assel, Maren Welsch und Silke Radenhausen, Heide 2010, ISBN 978-3-8042-1321-0.
- Silke Eikermann-Moseberg (Mitw.): Me Matisse and I. Anlässlich der Ausstellung Me, Matisse and I vom 15. März bis zum 3. Mai 2009 in der Stadtgalerie im Elbeforum Brunsbüttel. Stadtgalerie im Elbeforum Brunsbüttel, Brunsbüttel 2009, ISBN 978-3-931279-42-4.
- Andreas Böhm: Zurückhaltung und Entschiedenheit – Anmerkungen zum Werk der Malerin Ulrike Andresen. In: Dithmarschen – Zeitschrift für Landeskunde. Heft 2/2007, S. 37–42.
- Silke Eikermann-Moseberg: Ulrike Andresen und KD Arlt – Heimatlied. In: KUNST+LANDSCHAFT. 06, Stadtgalerie im Elbeforum Brunsbüttel, BBK SH, Brunsbüttel 2006, S. 72–79.